# Ваала, Валентин
Валентин  Ваала (фин. Valentin Vaala; при рождении Валентин Якович Иванов фин. Valentin Jakovitsh Ivanoff; 11 октября 1909, Гельсингфорс, Великое княжество Финляндское — 21 ноября 1976, Хельсинки, Финляндия) — финский кинорежиссёр русского происхождения.

## Раннее творчество
Для творческого псевдонима молодой Валентин Иванов выбрал имя Валентин Ваала. У него были общие взгляды на создание кинокартин с режиссёром Теодором Тугаем (фин. Theodor Tugai), позже известным под псевдонимом Теуво Тулио, который был на три года моложе его. В 1929 году вышел их первый кинофильм Mustat silmät («Очи чёрные»). Он не имел успеха у публики и не понравился Ваала. Спустя несколько лет после премьеры, он выбросил оригинальные негативы фильма в море перед парком Каивопуйсто. Первые его пять фильмов были произведены в кинокомпании Oy Fennica Ab. Слабый интерес публики к первому фильму не погасил энтузиазм Ваала и Тугая.
В конце 1920-х гг Ваала начал свою карьеру. Вместе с Теодором Тугаем и Ваала дополнил сферу кинематографа современным и международными стилем. В 1929—1963 гг. Ваала в течение долгого времени работал режиссёром в кинокомпании Suomi-Filmi и снял в целом 44 полнометражных фильма. Среди них шедевры, признанные классикой кинематографа, такие как «Mustalaishurmaaja» («Цыганский соблазнитель»), «Juurakon Hulda» («Хульда едет в Хельсинки»), «Linnaisten vihreä kamari» («Зелёная комната усадьбы Линнайнен»), «Loviisa» («Ловийса»), «Ihmiset suviyössä» («Люди в летней ночи») и «Gabriel, tule takaisin» («Габриэль, вернись!»). Ваала использовал в своих работах произведения классиков финской литературы. Многие его экранизации опирались на тексты финских писателей Хеллы Вуолийоки, Мики Валтари, Франса Силланпяя, Алексиса Киви, Майю Лассила.
Летом 1929 года они начали съёмку нового фильма «Mustalaishurmaaja» («Цыганский соблазнитель»), который стал четвёртым по количеству просмотров финским фильмом года. Ваала и Тугай продолжили совместную работу зимой 1931 года. Ваала режиссировал, а Тугай снимался в главной роли в мелодраме «Laveata tietä» («По широкой дороге»), в фильме о дружбе двух молодых парней. Последней совместной работой Ваалы и Тугая стал фильм «Sininen varjo» («Синяя тень»), на основе неопубликованного рассказа финского писателя Мика Валтари, который стал их первым звуковым фильмом. После этого фильма пути между Ваала и Тугаем разошлись. Ваала продолжил работу в финской кинокомпании Oy Fennica Ab.

## Переход к комедиям
Ваала перешёл к режиссуре комедий. В комедии «Helsingin kuuluisin liikemies» («Самый известный предприниматель г. Хельсинки», 1934) Ваала сам снялся в одной из второстепенных ролей. Тем не менее, он остался недоволен своей игрой, и решил остаться по другую сторону камеры. Осенью 1934 года Ваала перешёл в кинокомпанию Aho & Soldan для съёмок короткометражных фильмов. Весной следующего года он перешел в крупнейшую кинокомпанию страны, Suomi-Filmi Oy, в которой получил должность второго режиссёра.

## Начало периода в кинокомпании Suomi-Filmi

### Успешные комедии 1930-х годов
Начиная с 1935 года и до конца своей карьеры Ваала оставался преданным финской кинокомпании Suomi-Filmi. Его первым фильмом в этой кинокомпании стал «Kaikki rakastavat» («Все любят», 1935). Это романтическая комедия о сложных любовных отношениях между двумя молодыми людьми, которую сняли в финских городах — в Хельсинки, Эспоо и Ханко. Его следующий фильм «Vaimoke» («Жёнушка», 1936), основанный на романе финской писательницы Хильи Валтонен, стал успешным, и к этому фильму Ваала снял непрямое продолжение — «Mieheke» («Муженёк», 1936). Фильмы представляют жанр американской эксцентрический комедии, где в романтическую историю добавлены черты фарса. Позже Ваала поменял жанр комедии на драму. В 1937 году он выпустил фильм Koskenlaskijan morsian (рус. «Невеста мастера спуска по порогам»), который был переснят по раннее выпущенному одноименному фильму, снятым Эркки Кару в 1923 году. Эту экранизацию долго считали самым успешным фильмом Ваала. Через несколько лет Ваала вернулся снова к эксцентрической комедии. Rikas tyttö (рус. «Богатая девочка») — это история о девушке, которая жаждет изменений в жизни, пресытившись тем стилем жизни, которым она жила.

### Фильмы по книгам Хеллы Вуолийоки
Ваала снимал кино по классике финской литературы. Писательнице Хелла Вуолийоки хорошо удавалось писать драмы, а также оживлять исторические и общественные конфликты. Первоначально Ристо Орко не хотел выпускать фильмы по книгам Вуолийоки, так как писательница разделяла политические убеждения «левых». Соответственно, Ваала нуждался в общественном взгляде на его фильмы. За всю свою карьеру Ваала стал режиссёром шести фильмов по книгам Вуолийоки, из которых Niskavuoren naiset (рус. «Женщины Нискавуори») он режиссировал дважды (1938 и 1958 гг.).

### Документальные фильмы военного времени
Во время Советско-финской войны, в 1939—1940-е годы, Ваала обрабатывал помимо художественных фильмов также ипропагандистские фильмы. После войны Ваала получил в знак благодарности памятную медаль, несмотря на то, что не служил в армии и прибывал в Финляндии на основании Нансеновского паспорта. Ваала получил финское гражданство 11 ноября 1940 года. Во время советско-финской войны в 1941—1944 годах, он работал в отделе фотографий в штаб-квартире и готовил обзоры новостей. В 1943 году Ваала наградили Орденом Креста Свободы. Позже он не снимал фильмы про войну и редко касался этой темы.

## Послевоенная классика

### Фильм «Linnaisten vehreä kamari» («Зелёная комнатка в Линнайнен»)
После советско-финской войны (1941—1944) Ваала режиссировал фильм «Linnaisten vihreä kamari» (1945), основанный на романтическом романе Сакариаса Топелиуса (фин. Sakari Topelius), действия которого разворачиваются в старом имении. За свою карьеру Ваала режиссировал только несколько исторических фильмов, из которых «Sysmäläinen» («Человек из Сюсмя», 1938) — это его второй известный фильм. В фильме показывается не столько исторический период, как отражение яркости того времени. В типичных для Ваала фильмах присутствуют короткие отрезки, в которых есть только актёр, световые и звуковые эффекты — и чувство одиночества. Экранизация, содержащая такие жанры как ужасы, романтику и юмор, является весьма схожей с первоначальным текстом и в то же время редким образцом финских фильмов ужасов.

### Фильм «Ihmiset suviyössä»
По многим оценкам одним из самых лучших фильмов Ваала считается «Ihmiset syviyössä» («Люди в летней ночи», 1948), который является адаптацией одноименного романа Франса Эмиля Силланпяя. Эта история о ночи под Иванов день, когда судьбы многих людей сплетаются. Несмотря на то, что в фильме играют несколько человек, акцент делается на финскую белую ночь.

### Трилогия по книгам Валтари
Помимо экранизаций произведений Вуолийоки (фин. Hella Wuolijoki), самыми значимыми экранизациями Ваала являются три фильма, основанные на спектаклях Мика Валтари (фин. Mika Waltari). «Gabriel, tule takaisin» («Габриель, вернись», 1951) — это безжалостная комедия. Экранизация, которую срежиссировал, написал и смонтировал Ваала, оценивается как самая остроумная и сильная комедия финского кинематографа. «Omena putoaa…» («Яблоко падает…», 1952) — фильм о крупном промышленном магнате, чья дочь умирает. Темой фильма «Huhtikuu tulee» («Апрель приходит», 1953) является права замужней женщины перед её мужем-тираном.

## Последние фильмы В. Ваала

### Художественный кризис
С художественной точки зрения, позднее кинопроизводство Ваала было упадочным. После 1952 года он уже не сумел срежиссировать общепризнанную классику. Частично этому спаду способствовал коммерческий и художественный кризис финского кинематографа в конце 1950-х годов.

### Цветные фильмы
Ристо Орко (фин. Risto Orko) спланировал первый цветной фильм для финской компании Suomi-Filmi. В результате, фильм «Nummisuutarit» («Сапожники вересняка», 1957) стал третьей по счёту экранизацией по пьесе Алексиса Киви (фин. Aleksis Kivi). В. Ваала, имеющий несомненное право, стал режиссёром фильма. Фильм был снят при помощи техники sovcolor, а техническим консультантом работал московский эксперт цветных фильмов. Несмотря на то, что фильм стал популярным, его художественный уровень не был столь высоким. Этот фильм считается самым слабым из всех трёх экранизаций пьесы.
Помимо трёх экранизаций на основе произведений классиков, В. Ваала принял участие в буме музыкальных фильмов, начавшемся в конце 1950-х годов, и снял лёгкий молодежный мюзикл «Nuoruus vauhdissa» («В подростковом темпе», 1961). В конечном счёте, Ваала снял четыре цветных фильма, в то время, когда они только начали появляться в Финляндии.

### Последний фильм
Последним полнометражным фильмом стал «Totuus on armoton» («Правда беспощадна», 1963). По мнению режиссёра, фильм является современной драмой. Фильм повествует о двух адвокатах, один из которых завидует успеху другого.

### Последние годы
В 1963 году В. Ваала сняли с должности главного режиссёра и перевели в отдел короткометражных фильмов. В то время 53-летний Ваала работал над двумя комедиями, которые находились на этапе написания. Его длинную режиссёрскую карьеру в финской кинематографии высоко ценили, но эпоха студийных фильмов уже прошла. Однако переход к короткометражным фильмам дался довольно легко, потому что В. Ваала начал снимать заказные фильмы начиная с 1959 года. Переход В. Ваала совпадал с тем сроком, когда в кинокомпании Suomi-Filmi Oy сосредоточились на производстве фильмов на заказ.
Трудовой договор В. Ваала закончился в октябре 1974 года в возрасте 65 лет. В этом же году ему предоставили артистическую пенсию. Ваала не успел долго насладиться пенсионными годами, поскольку в ноябре 1976 года он умер в своем доме.

## Значимость В. Ваала в киноиндустрии
На протяжении своей долгой карьеры В. Ваала снимал почти во всех возможных жанрах: мелодрамы, комедии, фильмы про полицейских, криминальные фильмы, фильмы про сплавщиков, драмы из цикла Нискавуори, исторические фильмы, музыкальные и документальные фильмы. В конце своей карьеры В. Ваала остался в памяти людей благодаря тому, что по телевизору начали показывать его фильмы. Особенно фильм «Juurakon Hulda» («Хульда едет в Хельсинки») пользовался большим спросом на международных кинофестивалях. В разные времена последующие поколения по-разному относились к творчеству В. Ваала.
В 1960-е годы, когда перестали снимать фильмы в киностудиях, его считали лишь изобразителем традиционной сельской местности. Причиной этому были фильмы «Niskavuoren naiset» («Женщины Нискавуори»), «Loviisa» («Ловийса»), «Ihmiset suviyössä» («Люди в летней ночи»). Позже стали узнаваемы и многие его современные образы города, такие как в комедиях В. Ваала и актрисы Леи Йоутсено (фин. Lea Joutseno), а также в фильмах «Mieheke» («Муженёк») и «Juurakon Hulda» («Хульда едет в Хельсинки»). Согласно некому выражению, «в том случае, если творчество Ваала осталось бы в памяти последующих поколений, образ города не нужно было бы придумывать заново».

## Фильмография
- 1929 — Очи чёрные / Mustat silmät
- 1929 — Цыганский соблазнитель / Mustalaishurmaaja
- 1931 — По широкой дороге / Laveata tietä
- 1933 — Синяя тень / Sininen varjo
- 1934 — Самый известный предприниматель Хельсинки / Helsingin kuuluisin liikemies
- 1935 — Любви подвластен каждый / Все любят / Kaikki rakastavat
- 1935 — Kun isä tahtoo...
- 1936 — Жёнушка / Vaimoke
- 1936 — Суррогатный муж / Муженёк / Mieheke
- 1937 — Хульда едет в Хельсинки / Juurakon Hulda
- 1937 — Невеста мастера спуска по порогам / Koskenlaskijan morsian
- 1938 — Муж из Сисмы / Sysmäläinen
- 1938 — Женщины Нискавуори / Niskavuoren naiset
- 1939 — Богатая девочка / Rikas tyttö
- 1939 — Vihreä kulta
- 1939 — С добрым утром, Хельсинки / Herää, Helsinki
- 1940 — Jumalan myrsky
- 1941 — Antreas ja syntinen Jolanda
- 1941 — Сюрприз от невесты / Morsian yllättää
- 1942 — Varaventtiili
- 1943 — Keinumorsian
- 1943 — Tositarkoituksella
- 1943 — Мисс Вспыльчивая / Neiti Tuittupää
- 1944 — Dynamiittityttö
- 1945 — Vuokrasulhanen
- 1945 — Призраки зеленой комнаты / Зелёная комната усадьбы Линнайнен / Linnaisten vihreä kamari
- 1946 — Ловийса / Loviisa, Niskavuoren nuori emäntä
- 1946 — Viikon tyttö
- 1947 — Maaret - tunturien tyttö
- 1948 — Люди в летней ночи / Ihmiset suviyössä
- 1949 — Sinut minä tahdon
- 1949 — Jossain on railo
- 1951 — Габриэль, вернись! / Gabriel, tule takaisin
- 1952 — Kulkurin tyttö
- 1952 — Omena putoaa
- 1953 — Апрель приходит / Huhtikuu tulee
- 1953 — Siltalan pehtoori
- 1954 — «Minäkö isä!»
- 1955 — Minä ja mieheni morsian
- 1956 — Yhteinen vaimomme
- 1957 — Сапожники вересняка / Nummisuutarit
- 1958 — Женщины Нискавуори / Niskavuoren naiset
- 1958 — Молодой мельник / Nuori mylläri
- 1961 — В подростковом темпе / Nuoruus vauhdissa
- 1963 — Правда беспощадна / Totuus on armoton
- 1964 — Nestettä Naantalista
- 1965 — Rautaruukin rakentaminen
- 1965 — Konelan päivä